# USS Ling (SS-297)
USS Ling (SS/AGSS/IXSS-297) là một  tàu ngầm lớp Balao từng phục vụ cùng Hải quân Hoa Kỳ trong Chiến tranh Thế giới thứ hai. Nó là chiếc tàu chiến duy nhất của Hải quân Hoa Kỳ được đặt cái tên này, theo tên loài cá bớp. Hoàn tất quá trễ để có thể tham gia phục vụ trong Thế Chiến II, nó được cho ngừng hoạt động vào năm 1946, rồi được huy động trở lại để hoạt động như một tàu huấn luyện, được xếp lại lớp như một tàu ngầm phụ trợ AGSS-297 vào năm 1962, rồi như một tàu ngầm tiện ích không phân loại IXSS-297 vào năm 1971. Con tàu hiện đang được giữ lại như một tàu bảo tàng tại Hackensack, New Jersey, nhưng ở trong tình trạng vật chất rất kém và chưa rõ số phận trong tương lai. Ling được tặng thưởng một Ngôi sao Chiến trận do thành tích phục vụ trong Thế Chiến II.

## Thiết kế và chế tạo
Thiết kế của lớp Balao được cải tiến dựa trên  tàu ngầm lớp Gato dẫn trước, là một kiểu tàu ngầm hạm đội có tốc độ trên mặt nước cao, tầm hoạt động xa và vũ khí mạnh để tháp tùng hạm đội chiến trận. Khác biệt chính so với lớp Gato là ở cấu trúc lườn chịu áp lực bên trong dày hơn, và sử dụng thép có độ đàn hồi cao (HTS: High-Tensile Steel), cho phép lặn sâu hơn đến 400 ft (120 m). Con tàu dài 311 ft 9 in (95,02 m) và có trọng lượng choán nước 1.526 tấn Anh (1.550 t) khi nổi và 2.424 tấn Anh (2.463 t) khi lặn. Chúng trang bị động cơ diesel dẫn động máy phát điện để cung cấp điện năng cho bốn động cơ điện, đạt được công suất 5.400 shp (4.000 kW) khi nổi và 2.740 shp (2.040 kW) khi lặn, cho phép đạt tốc độ tối đa 20,25 hải lý trên giờ (37,50 km/h) và 8,75 hải lý trên giờ (16,21 km/h) tương ứng. Tầm xa hoạt động là 11.000 hải lý (20.000 km) khi đi trên mặt nước ở tốc độ 10 hải lý trên giờ (19 km/h) và có thể hoạt động kéo dài đến 75 ngày.
Tương tự như lớp Gato dẫn trước, lớp Balao được trang bị mười ống phóng ngư lôi 21 in (530 mm), gồm sáu ống trước mũi và bốn ống phía phía đuôi tàu, chúng mang theo tối đa 24 quả ngư lôi. Vũ khí trên boong tàu gồm một hải pháo 4 inch/50 caliber, một khẩu pháo phòng không Bofors 40 mm nòng đơn và một khẩu đội Oerlikon 20 mm nòng đôi, kèm theo hai súng máy .50 caliber. Trên tháp chỉ huy, ngoài hai kính tiềm vọng, nó còn trang bị ăn-ten radar SD phòng không và SJ dò tìm mặt biển. Tiện nghi cho thủy thủ đoàn bao gồm điều hòa không khí, thực phẩm trữ lạnh, máy lọc nước, máy giặt và giường ngủ cho hầu hết mọi người, giúp họ chịu đựng cái nóng nhiệt đới tại Thái Bình Dương cùng những chuyến tuần tra kéo dài đến hai tháng rưỡi.
Ling được đặt lườn tại xưởng tàu của hãng Cramp Shipbuilding Co. ở Philadelphia, Pennsylvania vào ngày 2 tháng 11, 1942. Nó được hạ thủy vào ngày 15 tháng 8, 1943, được đỡ đầu bởi bà E. J. Foy, rồi chuyển đến Xưởng hải quân Boston để tiếp tục hoàn thiện trước khi nhập biên chế cùng Hải quân Hoa Kỳ vào ngày 8 tháng 6, 1945 dưới quyền chỉ huy của Hạm trưởng, Thiếu tá Hải quân George Garvie Molumphy.

## Lịch sử hoạt động
Sau khi hoàn tất việc chạy thử máy và tiếp tục được trang bị hoàn thiện, Ling ra khơi cho chuyến đi thử nghiệm thiết bị và huấn luyện tại các vùng biển ngoài khơi New England và Newport, Rhode Island cho đến ngày 15 tháng 9, 1945. Nó đặt cảng nhà tại Căn cứ Tàu ngầm Hải quân New London New London, Connecticut cho đến khi khởi hành vào ngày 11 tháng 2, 1946 để hướng sang vùng kênh đào Panama, đến nơi tám ngày sau đó. Chiếc tàu ngầm hoạt động tại khu vực cho đến ngày 9 tháng 3, khi nó quay trở lên phía Bắc. Nó hoàn tất việc đại tu vào ngày 23 tháng 10 để chuẩn bị ngừng hoạt động, rồi được cho xuất biên chế vào ngày 26 tháng 10, 1946, và được đưa về Hạm đội Dự bị Đại Tây Dương.
Vào tháng 3, 1960, Ling được kéo đến Xưởng hải quân Brooklyn, New York để được cải biến thành một tàu huấn luyện, và được xếp lại lớp như một "tàu ngầm phụ trợ" và mang ký hiệu lườn mới AGSS-297 vào năm 1962. Sau đó nó được xếp lại lớp như một "tàu ngầm tiện ích không phân loại" và mang ký hiệu lườn IXSS-297 trước khi được rút tên khỏi danh sách Đăng bạ Hải quân vào ngày 1 tháng 12, 1971.

## Tàu bảo tàng
Vào tháng 6, 1972, Hải quân trao tặng Ling cho Submarine Memorial Association, một tổ chức phi lợi nhuận được hình thành nhằm bảo tồn chiếc tàu ngầm như một tàu bảo tàng và như một đài tưởng niệm. Nó được kéo đến Hackensack, New Jersey vào tháng 1, 1973 và được phục chế trở lại tình trạng gần như nguyên bản thời Thế Chiến II, con tàu trở thành nòng cốt của Bảo tàng Hải quân New Jersey.
Đến tháng 1, 2007, bảo tàng và bản thân con tàu được thông báo sẽ phải dời đi để sử dụng khu đất cho mục đích phát triển. Bảo tàng phải đóng cửa vào tháng 9, 2013 do bị hư hại sau cơn bão Sandy vào tháng 10, 2012, rồi tiếp tục đóng cửa để sửa chữa khẩn cấp vào tháng 7, 2015, và dự định để di dời vào tháng 8, 2018. Tuy nhiên vào giữa tháng 8, 2018, chiếc tàu ngầm bị phá hoại và trộm cắp, và hiện vẫn chưa xác định địa điểm mới cho con tàu khi đối diện với một loạt những khó khăn. Một phần bên trong tàu bị ngập nước, lưu lượng sông Hackensack đã cắt giảm đáng kể do bị hồ Oradell giữ lại làm nguồn nước uống;  lòng sông bị bồi lắng và hiện không có kế hoạch nạo vét nên không đủ độ sâu để di chuyển con tàu xuôi dòng. Nó chỉ có thể di chuyển lên phía Bắc cho đến Riverbend thuộc hạt Hudson. Bốn chiếc cầu bắc qua sông Hackensack về phía hạ lưu của Ling, bao gồm hai cầu được bộ và hai cầu đường sắt, không thể mở ra hay di chuyển, cũng sẽ khiến cho việc di chuyển chiếc tàu ngầm về phía hạ lưu không khả thi.

## Phần thưởng
Ling được tặng thưởng một Ngôi sao Chiến trận do thành tích phục vụ trong Thế Chiến II.
|  |             |  |
|  | Bronze star |  |

| Dãi băng Hoạt động Tác chiến  |                                                                         |                                      |
| Huân chương Chiến dịch Hoa Kỳ | Huân chương Chiến dịch Châu Á-Thái Bình Dương với 1 Ngôi sao Chiến trận | Huân chương Chiến thắng Thế Chiến II |